# Marianne Muis
Marianne Muis (Ámsterdam, Países Bajos, 28 de julio de 1968) es una nadadora neerlandesa retirada especializada en pruebas de estilo libre, donde consiguió ser subcampeona olímpica en 1988 en los 4 x 100 metros estilo libre. Es hermana gemela de Mildred Muis.

## Carrera deportiva
En los Juegos Olímpicos de Seúl 1988 ganó la medalla de plata en los relevos de 4 x 100 metros estilo libre, con un tiempo de 3:43.39 segundos, tras Alemania Oriental (oro) y por delante de Estados Unidos (bronce), siendo sus compañeras de equipo las nadadoras: Mildred Muis, Conny van Bentum, Karin Brienesse y Diana van der Plaats.